# Elysia cauze
Elysia cauze is een slakkensoort uit de familie van de Plakobranchidae. De wetenschappelijke naam van de soort werd voor het eerst geldig gepubliceerd in 1957 door Er. Marcus.